# Дадашев, Фахраддин Алисаиб оглы
Фахраддин Алисаиб оглы Дадашев (азерб. Fəxrəddin Əlisahib oğlu Dadaşov; род. 26 сентября 1950, Баку) — кеманчист, Народный артист Азербайджана (2005).

## Биография
Родился 26 сентября 1950 года в городе Баку, столице Азербайджанской ССР.
Окончил музыкальную школу имени Бюль-бюля (1972) и Азгосконсерваторию (1977). Учился у Талята Бакиханова и Рамиза Миришли.
С 1966 года — кеманчист ансамбля народных инструментов имени Ахмеда Бакиханова, с 1989 года — руководитель мугамного трио имени Джаббара Карьягдыоглы. С 1970 года солист в Азербайджанской государственной филармонии.
В составе и во главе ансамбля сотрудничал со многими известными ханенде и исполнителями песен в народном стиле. Гастролировал в более чем пятидесяти странах, в 1988 и 1998 годах лауреат Международного фольклорного фестиваля во Франции. Во Франции, Германии, Италии и Канаде вышли диски с музыкой в исполнении Дадашева, в Золотом фонде Азтелерадио хранятся записи мугамов «Махур-Хинди», «Шуштер», «Чаргях», «Баяты-Шираз», «Рахаб», «Вилайети-Дилкеш», «Шур» и других.
Занимается и педагогической деятельностью. Доцент Азербайджанской государственной консерватории.

## Награды
- Народный артист Азербайджана (2005)
- Заслуженный артист Азербайджана (2000)